# René Fernandez
René Fernandez (né le 2 juin 1934 à Bordeaux et mort le 21 mai 2011 à Bruges en Gironde) est un footballeur français, qui évoluait au poste d'ailier gauche.

## Biographie
René Fernandez joue 116 matchs en Division 2, marquant 14 buts.
Il est quart de finaliste de la Coupe de France en 1958 et 1961 avec les Girondins de Bordeaux. Il remporte la Coupe Charles Drago en 1962 avec le RC Franc-Comtois.

## Palmarès
RC Franc-Comtois
- Coupe Charles Drago (1) :
  - Vainqueur : 1962.